# Лампанг
Лампанг е една от 76-те провинции на Тайланд. Населението на провинцията е 782 152 жители (2000 г. – 29-а по население), а площта 12 534 кв. км (10-а по площ). Намира се в часова зона UTC+7. Разделена е на 13 района, които са разделени на 100 общини и 855 села. В провинцията са развити керамичната индустрия (над 200 фабрики) и минното дело.